# Spokojna (Zarzecze)
Spokojna – przysiółek wsi Zarzecze w Polsce, położony w województwie podkarpackim, w powiecie niżańskim, w gminie Nisko.
Do 1977 roku przysiółek nosił nazwę Mordownia.
Wierni kościoła rzymskokatolickiego należą do parafii Matki Boskiej Śnieżnej w Zarzeczu.
W latach 1975–1998 przysiółek należał administracyjnie do województwa tarnobrzeskiego.